# Tây du ký: Mối tình ngoại truyện
Tây du ký: Mối tình ngoại truyện (tiếng Trung: 西遊·降魔篇, tiếng Anh: Journey to the West: Conquering the Demons, Hán-Việt: Tây du: Giáng ma thiên) là một bộ phim điện ảnh thuộc thể loại hài – hành động – kỳ ảo ra mắt vào năm 2013 do Hồng Kông – Trung Quốc hợp tác sản xuất. Tác phẩm do Châu Tinh Trì viết kịch bản, đồng đạo diễn và hợp tác sản xuất, với sự tham gia diễn xuất của các diễn viên chính gồm Thư Kỳ, Văn Chương, Hoàng Bột, Lý Thượng Chính, Trần Bỉnh Cường, Triệu Chí Lăng, Châu Tú Na và La Chí Tường. Lấy cảm hứng từ tiểu thuyết kinh điển Tây du ký của Ngô Thừa Ân, tác phẩm là phiên bản nhại lại với một câu chuyện hoàn toàn khác. 
Tây du ký: Mối tình ngoại truyện được khởi chiếu lần đầu  từ ngày 7 tháng 2 năm 2013 tại Hồng Kông, ngày 10 tháng 2 năm 2013 tại Trung Quốc và ngày 22 tháng 2 năm 2013 tại Việt Nam. Với một câu chuyện hài hước nhưng cũng không kém nhân văn về tình yêu thương, bộ phim đã được nhiều nhà phê bình cũng như khán giả trong nước và quốc tế đánh giá rất cao về cốt truyện, cách diễn xuất của các diễn viên và trên hết là cách kể chuyện xuất sắc của "vua hài" Châu Tinh Trì. Bộ phim cũng đã thu về 215 triệu USD tại các phòng vé trên toàn cầu so với kinh phí sản xuất 25 triệu USD. Phần thứ hai của bộ phim có tựa là Tây du ký: Mối tình ngoại truyện 2 chính thức ra mắt vào Tết Nguyên đán năm 2017.

## Diễn viên
- Thư Kỳ trong vai Đoàn Tiểu Thiện
- Văn Chương trong vai Đường Tăng
- Hoàng Bột trong vai Tôn Ngộ Không
- Lý Thượng Chính trong vai Sa Tăng
- Trần Bỉnh Cường trong vai Trư Bát Giới
- Triệu Chí Lăng trong vai nhị lão sát thủ
- Châu Tú Na trong vai tứ sát thủ
- La Chí Tường trong vai Hư Không công tử